# Ana Cleger
Ana Yilian Cleger Abel (ur. 27 listopada 1989) – kubańska siatkarka, grająca na pozycji atakującej i rozgrywającej. 

## Sukcesy klubowe
Liga azerska:
- 2015
- 2016

Liga rumuńska:
- 2018

Liga Mistrzyń:
- 2018

Liga rosyjska:
- 2019, 2020

Superpuchar Rosji:
- 2019

## Sukcesy reprezentacyjne
Mistrzostwa Ameryki Północnej, Środkowej i Karaibów:
- 2009, 2011

Volley Masters Montreux:
- 2011
- 2010

Igrzyska Panamerykańskie:
- 2011

Puchar Panamerykański:
- 2012

## Nagrody indywidualne
- 2018: Najlepsza atakująca turnieju finałowego Ligi Mistrzyń